# Voltido
Voltido ist eine Gemeinde (comune) in der Lombardei, Italien, mit 333 Einwohnern (Stand 31. Dezember 2023) in der Provinz Cremona. Die Gemeinde liegt etwa 24 Kilometer ostsüdöstlich von Cremona.